# Enver Dauti
Enver Dauti (ur. 17 kwietnia 1927 w Tiranie, zm. 16 lutego 2012 tamże) – albański aktor. 

## Życiorys
Początkowo występował na scenie amatorskiej w Tiranie. Występy na scenie profesjonalnej rozpoczął w maju 1957 jako aktor teatru estradowego w Tiranie. Występował także z zespołem Teatru Ludowego.
W filmie albańskim zadebiutował w 1983 rolą Bardhoka w obrazie Toka jonë. Zagrał jeszcze w 12 filmach fabularnych, w większości role drugoplanowe.
W 1978 odznaczony Orderem Czerwonego Sztandaru III kl. Za swoją działalność artystyczną został wyróżniony tytułem Zasłużonego Artysty (alb. Artist i Merituar).

## Role filmowe
- 1964: Toka jonë jako Bardhok
- 1968: Prita jako partyzant
- 1972: Odiseja e tifozave
- 1975: Kur hiqen maskat
- 1976: Lulekuqet mbi mure jako kucharz
- 1977: Cirku në fshat jako Kopi
- 1977: Njeriu me top jako wiejski duchowny
- 1978: Koncert në vitin 1936 jako fryzjer
- 1978: Nga mesi i errësirës jako minister spraw wewnętrznych
- 1979: Ne vinim nga lufta jako Sali
- 1983: Zambakët e Bardhë jako pracownik kołchozu
- 1984: Fejesa e Blertes jako Kozi
- 1984: Fushë e blertë, fushë e kuqe jako ojciec Petrita
- 1988: Tre vetë kapërcejnë malin
- 1998: Kolonel Bunker